# Mount Hodson
Mount Hodson ist ein 1005 m (nach anderen Quellen 915 m) hoher Schichtvulkan auf Visokoi Island im Archipel der Südlichen Sandwichinseln. Er ist das zentrale Massiv der Insel.
Entdeckt wurde er 1819 bei der ersten russischen Antarktisexpedition (1819–1821) unter der Leitung von Fabian Gottlieb von Bellingshausen. Wissenschaftler der britischen Discovery Investigations nahmen 1930 die Kartierung und die Benennung vor. Namensgeber ist Arnold Wienholt Hodson (1881–1944), Gouverneur der Falklandinseln von 1927 bis 1931.